# إيف دريفوس
إيف دريفوس (بالفرنسية: Yves Dreyfus) هو مبارز بالسيف فرنسي، ولد في 17 مايو 1931 في كليرمون فيران في فرنسا.

## وصلات خارجية
- إيف دريفوس على موقع أوليمبيديا (الإنجليزية)